# Liss-Gäven
Liss-Gäven är en sjö i Vansbro kommun i Dalarna och ingår i Dalälvens huvudavrinningsområde.